# Bilel Mohsni
Bilel Mohsni (Párizs, 1987. július 21. –) válogatott tunéziai válogatott labdarúgó, hátvéd.

## Pályafutás

### Klubcsapatokban
2005 és 2010 között Franciaországban játszott. 2005–06-ban a CO Les Ulis, 2006–07-ben a Mende Avenir, 2007–08-ban az US Saint-Georges, 2008–09-ben ismét a CO Les Ulis, 2009–10-ben a Sainte-Geneviève Sports labdarúgója volt. 2010 és 1013 között az angol Southend United játékosa volt, de 2012–13-ban az Ipswich Town csapatában szerepelt kölcsönben. 2013 és 2015 között a skót Rangers együttesében szerepelt. 2015–16-ban az Angers SCO, 2016-ban a Paris FC, majd a tunéziai Étoile du Sahe labdarúgója volt. 2018-ban a skót Dundee United, 2019–20-ban a görög Panahaikí, 2020-ban az angol Grimsby Town, 2020–21-ben a Barnet, 2021–22-ben a szaúdi Al-Rawdhah Club játékosa volt. 2022-ben az északír Dungannon Swifts csapatában fejezte be az aktív játékot.

### A válogatottban
2014 és 2016 között hat alkalommal szerepelt a tunéziai válogatottban. Részt vett a 2015-ös afrikai nemzetek kupáján, ahol negyeddöntős volt a csapattal.

## Sikerei, díjai
Southend United
- EFL Trophy
  - döntős: 2013[2]

 Rangers
- Skót bajnokság – harmadosztály (Scottish League One)
  - 2013–14[3]